# Oglasa costisignata
Oglasa costisignata là một loài bướm đêm trong họ Noctuidae.